# Canarias (vapor)
O Canarias (ex-Constitución) foi um navio a vapor espanhol, que, a 13 de novembro de 1871, naufragou na baía da Praia, na freguesia de Almagreira do concelho da Vila do Porto, na ilha de Santa Maria, nos Açores.

## História
Pertencente à Compañía Trasatlántica Española, foi construído em 1855 pela Fabrique Royale de Machines de Paul Van Vlissingen & Drudock van Hell (Amesterdão) para a Societe Belge des Bateaux a Vapeur Transatlantiques, baptizado como Constitution. A sua viagem inaugural teve início a 23 de Novembro de 1856, no percurso Antuérpia - Southampton - New York.
Em 1857 foi rebaptizado como Princess Charlotte para os proprietários belgas. Adquirido em 1861 por Jose Yglesias (Londres), foi denominado de England, e, no mesmo ano, adquirido por A. Lopez y Cia, finalmente como Canarias, para quem navegou entre 1861 e 1871.

## Características
Constituía-se numa embarcação híbrida, de casco de aço com as dimensões de 66,45 metros de comprimento por 11,28 metros de largura, com uma chaminé e três mastros. Deslocava 2 160 toneladas com o auxílio de um motor a vapor de 400 hp.
Possuía acomodações para 600 passageiros, acomodados em duas classes. Em 1855, quando lançado ao mar, a sua lotação estava dividida em 40 lugares para a 1.ª classe, 100 para a 2.ª classe e 400 para a 3.ª classe.

## O naufrágio
No contexto da tentativa de independência de Cuba, a chamada "Guerra dos Dez Anos" (Guerra de los Diez Años (1868–1878), também conhecida como Grande Guerra ou Guerra de 68), a embarcação retornava do porto de Havana para o porto de Cadiz, na Espanha. Nessa viagem, retornava com 98 tripulantes e 19 passageiros. Na altura dos Açores, as más condições meteorológicas, reflectiram-se no aspecto do mar, sendo o vapor empurrado de encontro à costa sul da ilha de Santa Maria, naquele trecho do litoral.
À época foi noticiado que o vapor "Encalhou (…), por causa de muita agua que fazia. Poucos dias depois rebentou-lhe fogo a bordo", ao que se comentou "lançado pelo próprio capitão" (O Fayalense, ano 15, n.º 19, 1871).
Ainda de acordo com os periódicos, quando a embarcação encalhou, o seu comandante ordenou que fossem retirados de bordo alguns mantimentos, bagagens e pratas. Apenas seis dias mais tarde, "foi o capitão a bordo e ordenou a 3 homens da sua tripulação que aprontassem no porão coisas para irem para terra, dirigiu-se à camara, e quando de lá saiu para desembarcar deixou ficar os ditos homens empregados no mesmo serviço."
Por volta das sete horas da noite, "os homens notaram que da camara saia muito fumo", e ao verificarem a sua origem, constataram que a mesma encontrava-se "em chamas". Cientes de que "a bordo havia grande porção de pólvora", "tocaram a rebate nos sinos" mas "O capitão, em terra não fez caso disso."
Já escuro, os marinheiros utilizaram a lancha do navio para o abandonar. Ainda de acordo com o relato da imprensa, o capitão "mandou colocar um farol na rocha, para cuja luz os marinheiros se dirigiram. Era exactamente no ponto mais perigoso; e como o mar estava embravecido, a lancha revirou, e apenas se salvaram, por milagre dois homens."
Três horas depois ouviu-se uma grande explosão sentida em toda a ilha: "era a explosão do paiol do vapor", produzindo "uma espécie de aurora boreal, com fogos de cores, porque as bebidas alcoólicas o produziam nos ares."
A mesma fonte afirmou que "Foi opinião geral que o incêndio foi ateado pelo capitão", que adicionalmente pretendeu eliminar os marinheiros, para "não ficarem testemunhas do seu atentado!" Aduziu que "O fim de tudo isto ninguém o sabe", uma vez que o capitão recusou todas as ajudas por parte das autoridades, alegando que o vapor pertencia a uma companhia da qual ele era um dos maiores accionistas e seu representante. E finalizou: "Muitos objectos deixou de propósito perder, pois tivera tempo em 6 dias de salvar tudo. (…) O vapor era transporte de tropas, e na sua última viagem levou mais de mil praças para Cuba."
Atualmente, o esqueleto da embarcação jaz, ainda visível, a 50 metros da praia, entre 3 a 7 metros de profundidade, em fundo arenoso.